# Città di Doncaster e Templestowe
La città di Doncaster e Templestowe è stata una local government area 20 km ad est-nordest di Melbourne, nello Stato di Victoria, in Australia.
Fondata nel 1856 nella contea di Bourke, è esistita ufficialmente fra il 1915 e il 1994, copriva una superficie di 89.42 chilometri quadrati e contava 109.200 abitanti (dati del 1992). Il suo territorio fa oggi parte della città di Manningham.